# 柠檬酸三钠
柠檬酸三钠（英語：Trisodium citrate），又稱枸橼酸三钠，是一種有機酸鈉鹽。外觀為白色到無色晶體，有肥皂水的味道。

## 製備
柠檬酸三钠可由柠檬酸和氢氧化钠酸鹼中和或与碳酸钠或碳酸氢钠发生复分解反应而制得。

## 用途
柠檬酸三钠为体外抗凝血药。其能与钙离子形成可溶但难电解的錯合物——檸檬酸三钙，而阻碍钙离子的促凝血作用。输入过量含有檸檬酸三钠的血液会导致低钙血症，造成心臟功能不全。